# Theo van Gogh (reżyser)

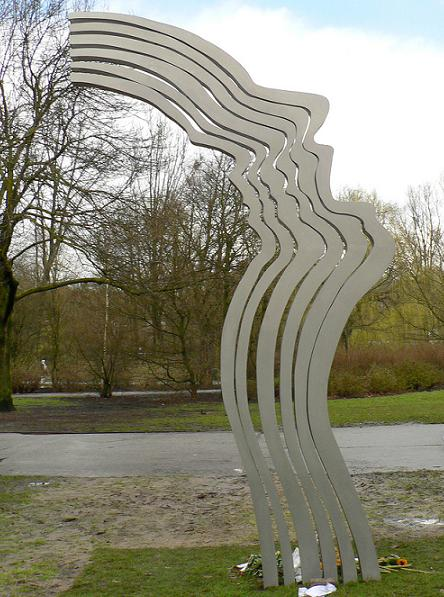
De Schreeuw (Krzyk), pomnik dedykowany Theo van Goghowi

Theo van Gogh (wym. /ˈtejo vɑn ˈɣɔx/; ur. 23 lipca 1957 w Hadze, zm. 2 listopada 2004 w Amsterdamie) – holenderski reżyser, publicysta i aktor, znany z krytyki świata islamskiego, prawnuk handlarza dzieł sztuki Theo van Gogha (brata malarza Vincenta van Gogha).

## Życiorys
Van Gogh ukończył prawo i rozpoczął pracę jako kierownik sceniczny. Jako reżyser debiutował filmem Luger. Za filmy Blind Date i In het belang van de staat otrzymał nagrodę Gouden Kalf, holenderski odpowiednik Oscarów. Jako aktor pojawił się w produkcji De noorderlingen („Ludzie z północy”) z 1992, potem pracował dla telewizji, prowadząc prowokujące rubryki dla „Metro International’ i innych gazet. Jego ostatnia książka, Allah weet het beter („Allah wie lepiej”), w której użył typowego dla siebie kpiącego i cynicznego tonu, zawierała jego poglądy na islam.
Razem z urodzoną w Somalii aktywistką polityczną Ayaan Hirsi Ali, członkinią parlamentu holenderskiego, nakręcił film Submission (Podporządkowanie), w którym przedstawił praktykę przymusowego obrzezania kobiet w społeczeństwach islamskich oraz prześladowania ich w inny sposób. Przedstawia w nim historię trzech kobiet, z których jedna jest skazana na chłostę za romans, kolejna maltretowana jest przez męża poślubionego z woli rodziny, a trzecia ma być ukarana za urodzenie nieślubnego dziecka, którego ojcem jest jej krewny – gwałcący ją brat ojca. Po ukazaniu się filmu zarówno van Gogh, jak i Ayaan Hirsi Ali, spotkali się z groźbami śmierci, prawdopodobnie ze strony fundamentalistów muzułmańskich. Reżyser nie brał ich poważnie i odmówił ochrony ze strony policji.
Theo van Gogh był członkiem holenderskiego stowarzyszenia o republikańskim, antymonarchistycznym charakterze i wspierał kandydaturę Ayaan Hirsi Ali do parlamentu.
Van Gogh został zamordowany wczesnym rankiem, we wtorek 2 listopada 2004 w Amsterdamie, gdy jechał rowerem do pracy, naprzeciwko biura okręgu wyborczego, we wschodniej części miasta. Został przeszyty siedmioma kulami, ginąc na miejscu. Jego zabójca, 26-letni Holender marokańskiego pochodzenia Mohammed Bouyeri, który podciął reżyserowi gardło, został zaraz potem schwytany przez policję, po postrzeleniu w nogę. Zabójca przybił nożem do torsu ofiary 5-stronicowy list, grożący zachodnim rządom, Żydom oraz Ayaan Hirsi Ali. Zabójstwo miało miejsce 911 dni po śmierci Pima Fortuyna, na temat którego reżyser tuż przed śmiercią kręcił film.
18 marca 2007, w Amsterdamie odsłonięto pomnik poświęcony reżyserowi, De Schreeuw (Krzyk). Znajduje się on w Oosterparku, niedaleko miejsca gdzie van Gogh został zamordowany.

## Van Gogh jako autor
Van Gogh pisał dla rozmaitych gazet i magazynów, niekiedy rezygnując ze współpracy w atmosferze konfliktu. Napisał też cztery książki:
- Engel (1990) – nider. Anioł
- Er gebeurt nooit iets (1993) – nider. Nic się nigdy nie wydarza
- Sla ik mijn vrouw wel hard genoeg? (1996) – nider. Czy biję moją żonę wystarczająco mocno?
- Allah weet het beter (2003) – nider. Allach wie najlepiej

## Filmografia
- Luger (1982)

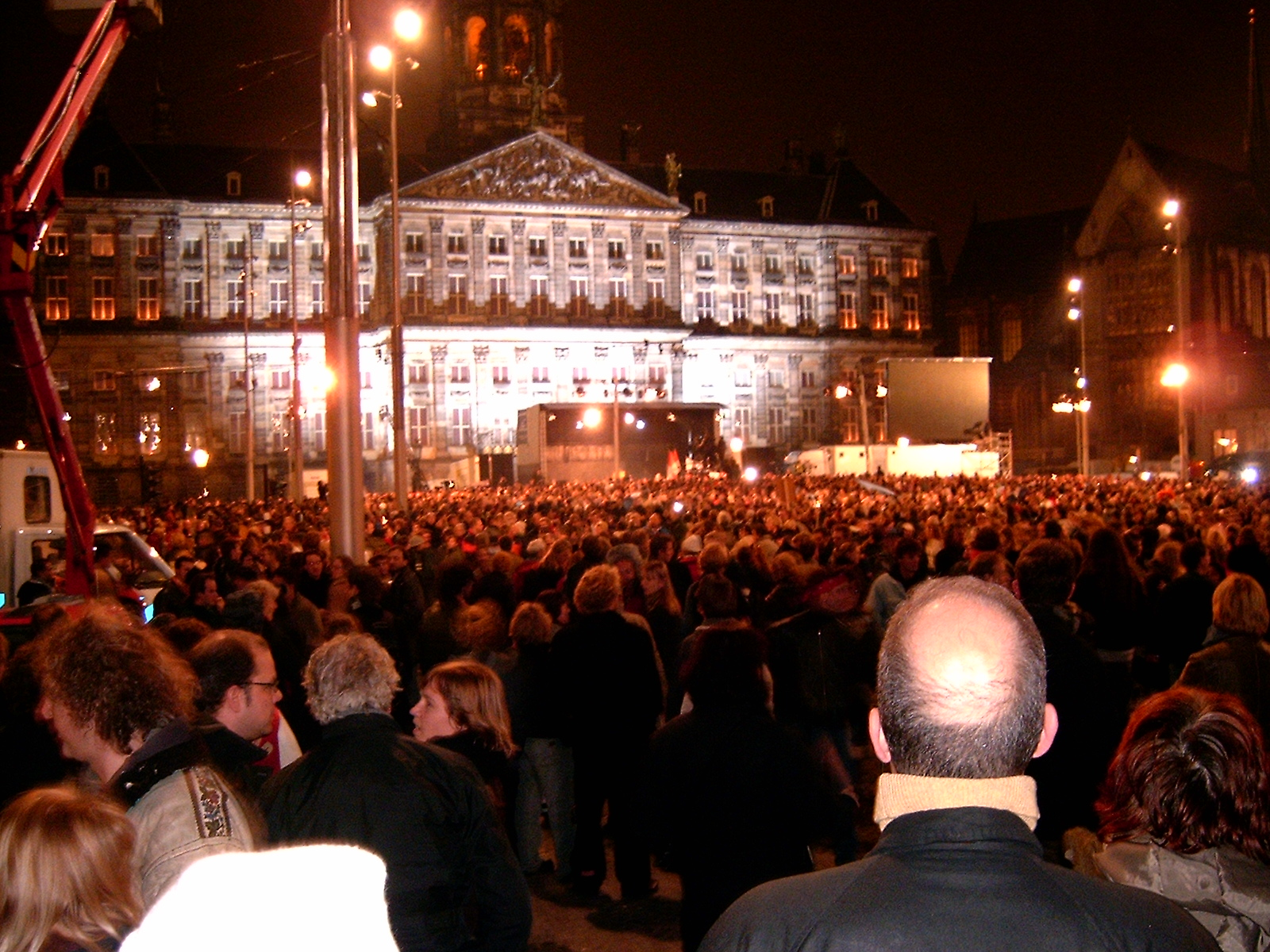
Manifestacja na Placu Dam w Amsterdamie, krótko po śmierci Theo van Gogha, listopad 2004

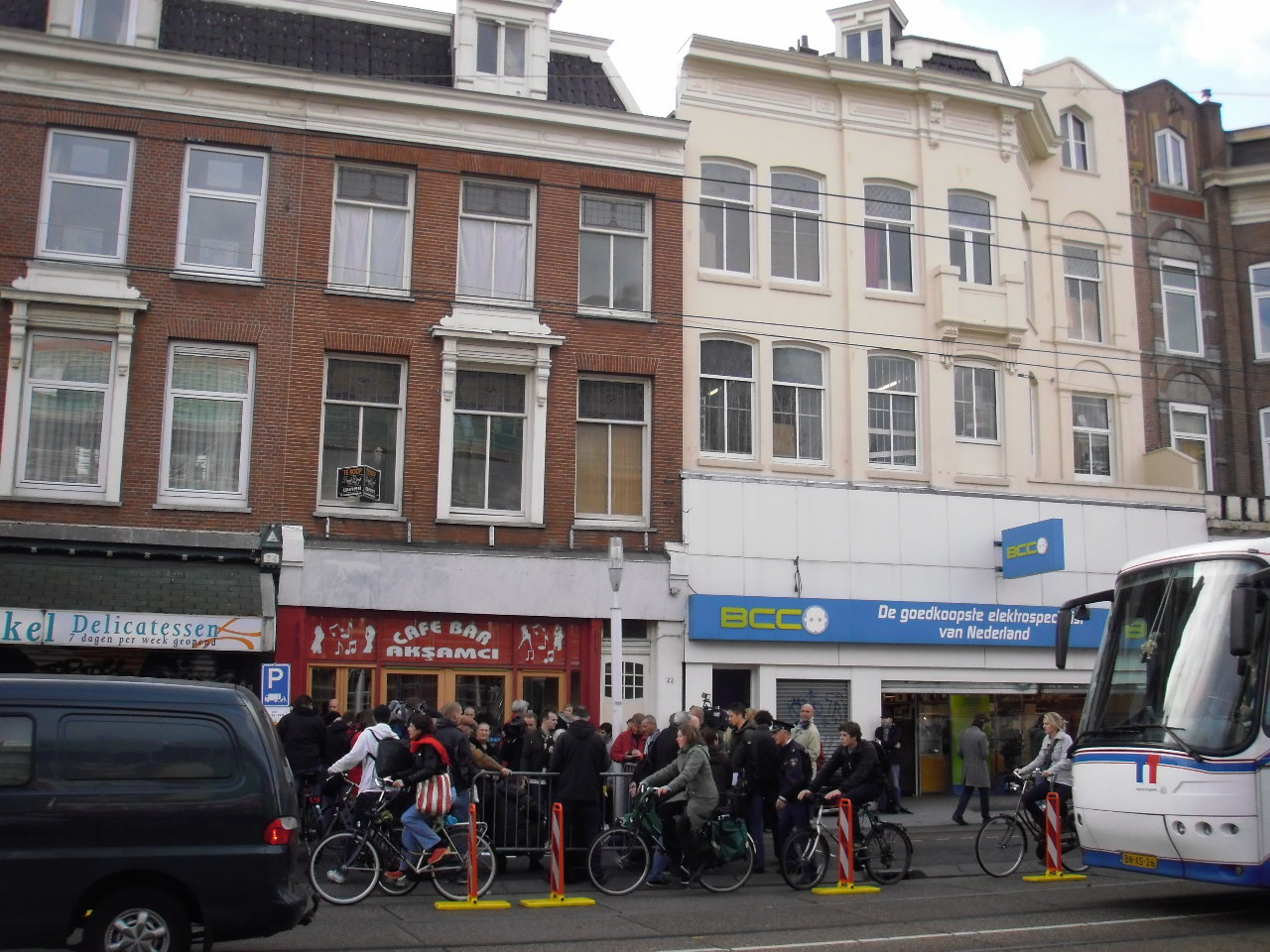
Miejsce zabójstwa Theo van Gogha, 2009

- Een dagje naar het strand (1984) – nider. Dzień na plaży
- Charley (1986)
- Terug naar Oegstgeest (1987) – nider. Powrót do Oegstgeest
- Loos (1989) – nider. Luźne
- Vals licht (1993) – nider. Poświata
- Ilse verandert de geschiedenis (1993) – nider. Ilse zmienia historię
- 06 (1994)
- Reunie (1994) – nider. Pojednanie
- Eva (1994) – nider. Ewa
- Een galerij: De wanhoop van de sirene (1994) – nider. Galeria: desperacja syreny
- De Eenzame Oorlog Van Koos Tak (1995) – nider. Samotna wojna Koosa Taka
- Blind Date (1996) – nider. Randka w ciemno
- Hoe ik mijn moeder vermoordde (1996) – nider. Jak zamordowałem swoją matkę
- In het belang van de staat (1997) – nider. W imię państwa
- Au (1997) – nider. Auu
- De Pijnbank (1998) – nider. Torturowanie
- Baby Blue (2001)
- De nacht van Aalbers (2001) – nider. Noc Aalbersa
- Najib en Julia (2002) – nider. Najib i Julia
- Interview (2003) – nider. Wywiad
- Zien (2004) – nider. Widziane
- 2004 – Wizje Europy (Visions of Europe) – fragment „Euroquiz”
- Submission (2004) – nider. Poddanie
- Cool (2004) – nider. Spokojny
- 0605 (planowany na 2004)
- Medea (planowany na 2005)
- Bad (planowany na 2005) – nider. Zły